# Valse sterspoorvezelkop
De valse sterspoorvezelkop (Inocybe pseudoasterospora) is een schimmel behorend tot de familie Inocybaceae. Hij vormt ectomycorrhiza met loofbomen, zoals eik (Quercus), Fagus en berk (Betula) in lanen en bossen op zandige tot lemige grond.

## Kenmerken
De sporen zijn trapeziumvormig. De cystidia met acute toppen.

## Verspreiding
In Nederland komt de valse sterspoorvezelkop vrij zeldzaam voor. Hij staat op de rode lijst in de categorie 'gevoelig'.

## Variateiten
Er zijn twee variëteiten bekend;
- Inocybe pseudoasterospora var. pseudoasterospora met sporen van 9,2-13,0 × 7,2-10,0 μm
- Inocybe pseudoasterospora var. microsperma met sporen van 8,0-10,0 × 6,5-8,5 μm

Alleen deze laatst genoemde is uit Nederland bekend.

## Foto's

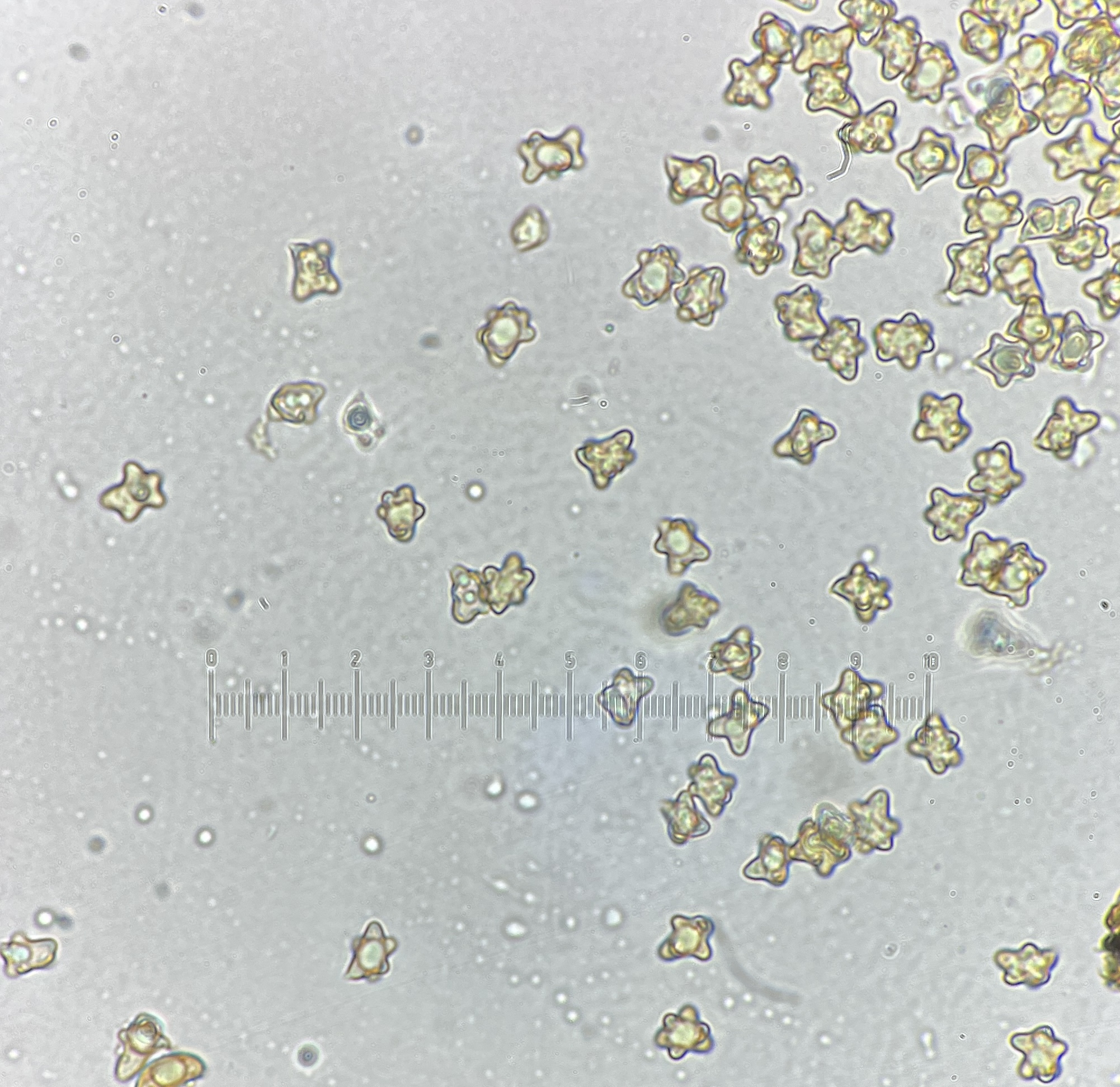
Sporen
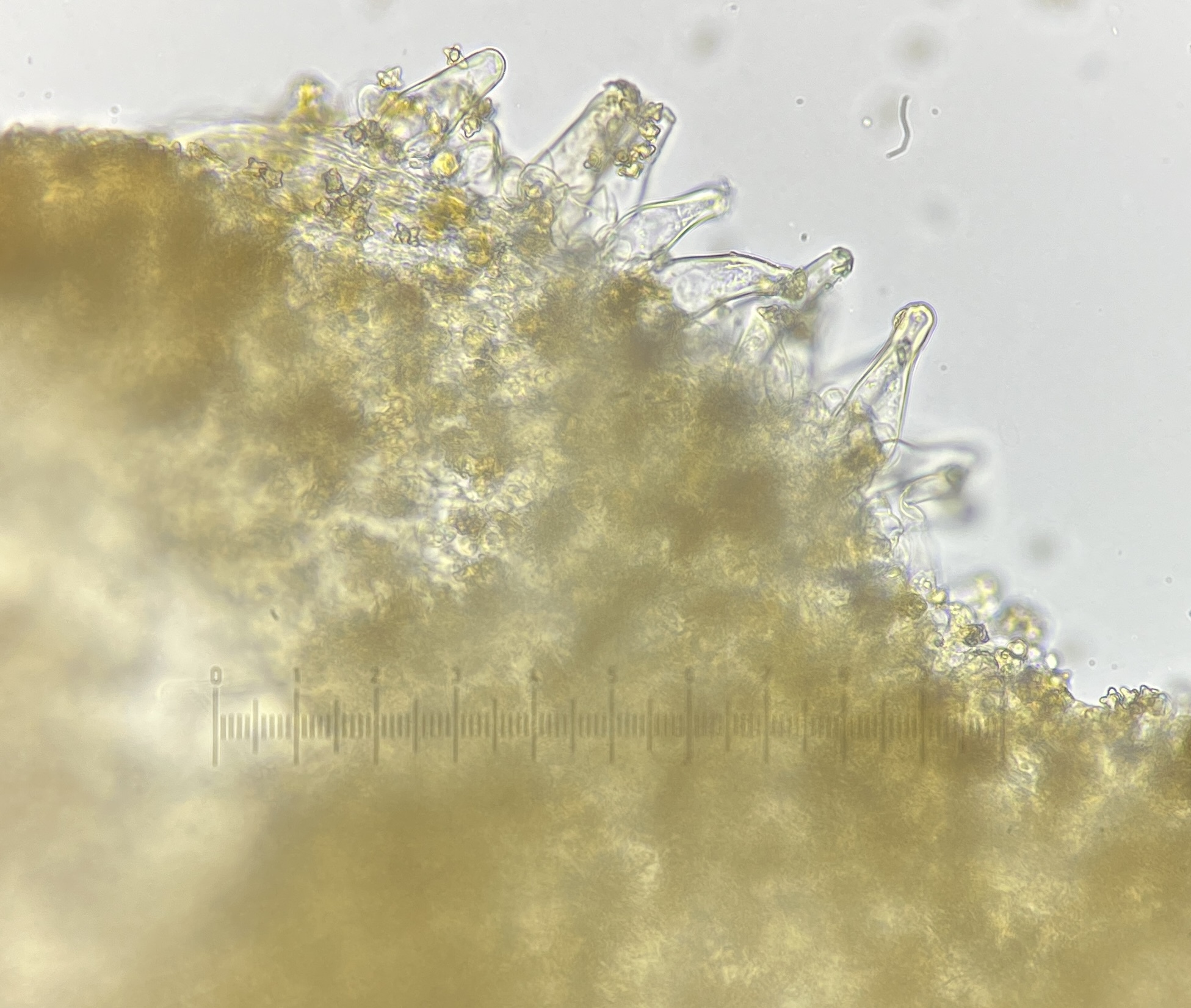
Cystidia
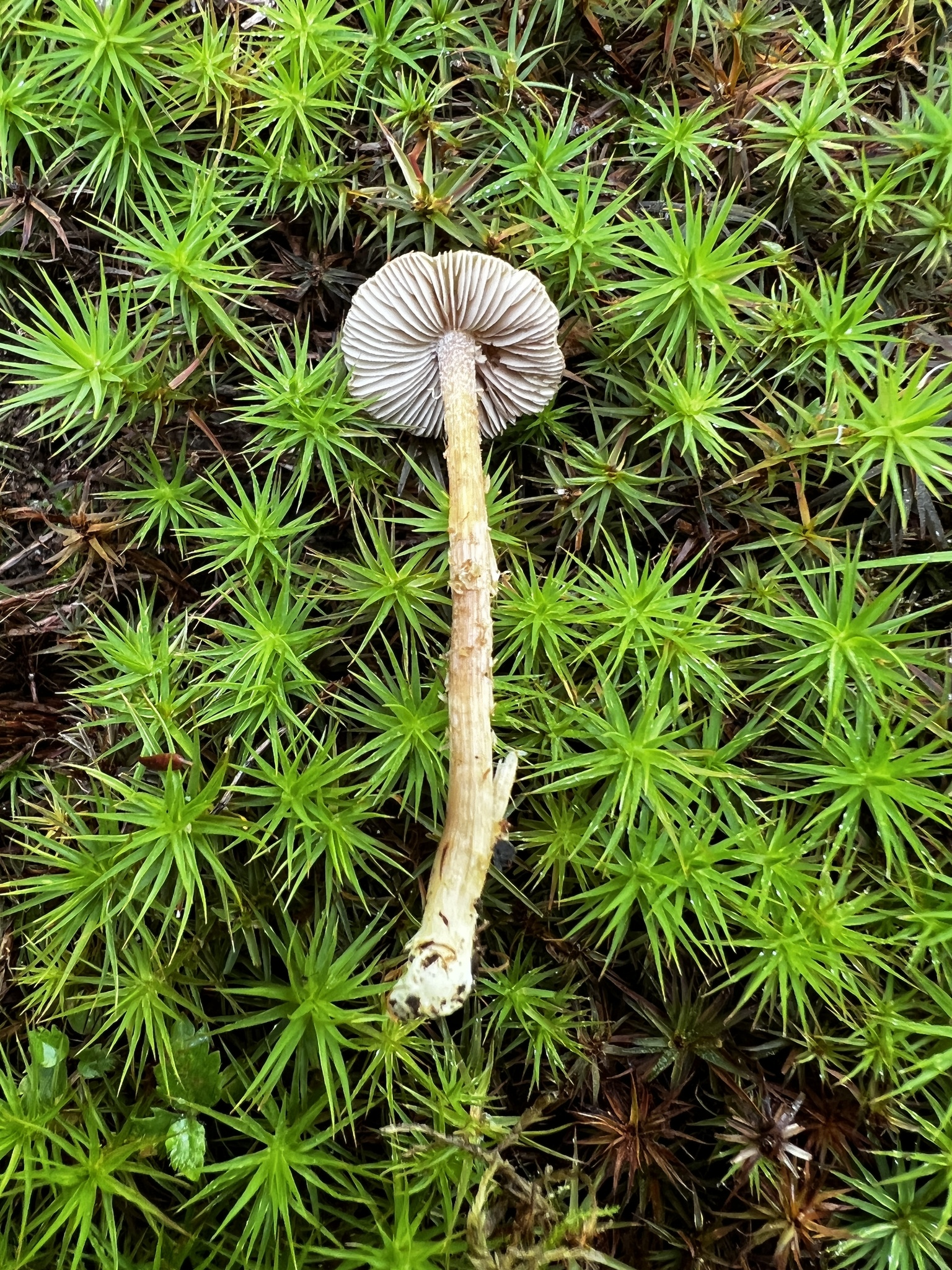
Lamellen